# Harry Roeck-Hansen
Harry Roeck-Hansen, ursprungligen Hansen, född 13 juni 1891 i Sankta Gertruds församling i Stockholm, död 8 augusti 1959 i Engelbrekts församling i Stockholm, var en svensk skådespelare, teaterdirektör och regissör.

## Biografi
Harry Roeck-Hansen var son till grosshandlaren Hans Friedrich Hansen och bror till Kurt Roeck-Hansen. han avlade studentexamen i Stockholm 1911 och studerade vid Dramatens elevskola 1911–1914. Han var engagerad vid Dramatiska teatern 1914–1917 och vid Lorensbergsteatern i Göteborg 1917–1919. Därefter ägnade han sig en tid åt affärsverksamhet, samtidigt som han hade en del tillfälliga engagemang som skådespelare. 1925–1927 var han förste regissör, skådespelare och konstnärlig ledare för Svenska teatern i Helsingfors och övertog 1927 ledningen för Blancheteatern som han drev till 1955. Han drev dessutom Djurgårdsteatern 1929, Folkteatern i Stockholm 1931 samt 1935–1936 tillsammans med Per Lindberg Vasateatern.
Han filmdebuterade 1917 i Georg af Klerckers film Ett konstnärsöde. Han kom att medverka i drygt 15 filmproduktioner. 
Han var gift 1919–1946 med skådespelaren Ester Roeck-Hansen och andra gången från 1946 med skådespelaren Ruth Stevens. 
Roeck-Hansen är begravd på Norra begravningsplatsen i Stockholm.

## Filmografi i urval
- 1917 – Ett konstnärsöde
- 1918 – Spöket på Junkershus
- 1922 – Thomas Graals myndling
- 1923 – Andersson, Pettersson och Lundström
- 1924 – Grevarna på Svansta
- 1925 – Karl XII del II
- 1925 – Karl XII
- 1931 – Hotell Paradisets hemlighet
- 1933 – Vad veta väl männen?
- 1934 – Äventyr på hotell
- 1935 – Äktenskapsleken
- 1936 – Bröllopsresan
- 1940 – Familjen Björck
- 1941 – I paradis...
- 1945 – Skådetennis

### Regi
- 1926 – Murtovarkaus

## Teater

### Roller (ej komplett)
| År   | Roll                    | Produktion                                                      | Regi               | Teater                     |
| ---- | ----------------------- | --------------------------------------------------------------- | ------------------ | -------------------------- |
| 1912 | Theopropides            | Mostellaria Plautus                                             | Oscar Lindskog     | Intima teatern             |
| 1915 | Ligneray Greve d'Eguzon | Äventyret Gaston Arman de Caillavet och Robert de Flers         | Karl Hedberg       | Dramaten                   |
| 1917 |                         | Den gröna fracken Gaston Arman de Caillavet och Robert de Flers | Gustaf Linden      | Lorensbergsteatern         |
| 1917 | Max                     | Anatol Arthur Schnitzler                                        |                    | Lorensbergsteatern         |
| 1923 |                         | Ebberöds bank Axel Breidahl och Axel Frische                    | Sigurd Wallén      | Södra Teatern              |
| 1923 | Farbror Eberhard        | Gösta Berlings saga Selma Lagerlöf                              | Gunnar Klintberg   | Svenska teatern, Stockholm |
| 1924 | Ingel Hansson           | Gustav Vasa August Strindberg                                   | Gunnar Klintberg   | Svenska teatern, Stockholm |
| 1925 | O'Brien                 | Dubbelexponering Avery Hopwood                                  | Mathias Taube      | Blancheteatern             |
| 1927 | Robert Fiber            | Det farliga året Rudolf Lothar och Hans Bachwitz                | Harry Roeck-Hansen | Blancheteatern             |
| 1927 | Mr Lomax                | Livets gång Clemence Dane                                       | Harry Roeck-Hansen | Blancheteatern             |
| 1928 | Domprosten Bomander     | Domprosten Bomander Mikael Lybeck                               | Harry Roeck-Hansen | Blancheteatern             |
| 1928 | General Cambronne       | Hertiginnan av Elba Rudolf Lothar och Oscar Winterstein         | Harry Roeck-Hansen | Blancheteatern             |
| 1929 | Sir John Deptford       | Hotell Pompadour Walter Hackett                                 | Harry Roeck-Hansen | Blancheteatern             |
| 1930 | Liconda                 | Den heliga lågan W. Somerset Maugham                            | Harry Roeck-Hansen | Blancheteatern             |
| 1931 | Advokaten               | Bandet August Strindberg                                        | Harry Roeck-Hansen | Blancheteatern             |
| 1931 | Schreiner               | Till polisens förfogande Max Alsberg och Otto Ernst Hesse       | Harry Roeck-Hansen | Blancheteatern             |
| 1932 | Medverkande             | Harrys bar, revy Berco och Chatham                              | Nils Johannisson   | Blancheteatern             |
| 1932 | Professorn              | Urspårad Karl Schlüter                                          | Svend Gade         | Blancheteatern             |
| 1933 | Tobias Rap              | April, april eller Vad ni vill William Shakespeare              | Per Lindberg       | Blancheteatern             |
| 1934 | Georg                   | Treklang Helge Krog                                             | Per Lindberg       | Blancheteatern             |
| 1934 | Medverkande             | Razzia, revy Kar de Mumma                                       | Harry Roeck-Hansen | Blancheteatern             |
| 1935 | Sir Wilfred Kelling     | Processen Bennet Edward Wooll                                   | Harry Roeck-Hansen | Blancheteatern             |
| 1937 | Redaktör P.G. Johanssen | Hans första premiär Svend Rindom                                | Harry Roeck-Hansen | Blancheteatern             |
| 1943 | Ryttmästaren            | Fadren August Strindberg                                        | Helge Hagerman     | Blancheteatern             |
| 1943 | Verner Hard             | Rus Rudolf Värnlund                                             | Per Lindberg       | Blancheteatern             |

### Regi (ej komplett)
| År   | Produktion                                      | Upphovsmän                                                          | Teater                       |
| ---- | ----------------------------------------------- | ------------------------------------------------------------------- | ---------------------------- |
| 1926 | De nya herrarna Les Nouveaux Messieurs          | Robert de Flers och Francis de Croisset                             | Svenska Teatern, Helsingfors |
| 1927 | Håkansbergsleken                                | Einar Holmberg                                                      | Blancheteatern               |
| 1927 | Det farliga året                                | Rudolf Lothar och Hans Bachwitz Översättning Otto Groothoff         | Blancheteatern               |
| 1927 | Livets gång The way things happen               | Clemence Dane Översättning Harry Roeck-Hansen                       | Blancheteatern               |
| 1928 | Bobbys sista natt                               | James Barclay                                                       | Blancheteatern               |
| 1928 | Fanatiker The fanatics                          | Miles Malleson Översättning Elsa Thulin                             | Blancheteatern               |
| 1928 | Domprosten Bomander                             | Mikael Lybeck                                                       | Blancheteatern               |
| 1928 | Hertiginnan av Elba Die Herzogin von Elba       | Rudolf Lothar och Oscar Winterstein Översättning Arvid Englind      | Blancheteatern               |
| 1928 | Mary Dugans process The Trial of Mary Dugan     | Bayard Veiller Översättning Sonja Vougt                             | Blancheteatern               |
| 1929 | Påsk                                            | August Strindberg                                                   | Blancheteatern               |
| 1929 | Maya                                            | Simon Gantillon Översättning Elsa Thulin                            | Blancheteatern               |
| 1929 | Hotell Pompadour Other men's wives              | Walter Hackett Översättning Margaretha Odelberg                     | Blancheteatern               |
| 1929 | S.k. kärlek This Thing Called Love              | Edwin J. Burke                                                      | Djurgårdsteatern             |
| 1929 | Skiljas A bill of divorcement                   | Clemence Dane Översättning Gunnar Klintberg                         | Blancheteatern               |
| 1929 | Brevet The letter                               | W. Somerset Maugham Översättning Gustaf Linden                      | Blancheteatern               |
| 1929 | Cocktails Tell me the truth                     | Leslie Howard Översättning Semmy Friedmann                          | Blancheteatern               |
| 1930 | Ett dubbelliv Une vie secrete                   | Henri-René Lenormand Översättning Elsa Thulin                       | Blancheteatern               |
| 1930 | Den heliga lågan The sacred flame               | W. Somerset Maugham Översättning Harry Roeck-Hansen                 | Blancheteatern               |
| 1930 | Pengar på gatan Das Geld auf der Straße         | Rudolf Bernauer och Rudolf Oesterreicher Bearbetning Gustaf Collijn | Blancheteatern               |
| 1930 | Storken                                         | Thit Jensen Översättning Set Poppius                                | Blancheteatern               |
| 1931 | Moderskärlek Bandet                             | August Strindberg                                                   | Blancheteatern               |
| 1931 | Trångt om saligheten Kvadratura kruga           | Valentin Katajev Översättning Ella Taube                            | Blancheteatern               |
| 1931 | Madame ordnar allt                              | M. Aubergson                                                        | Blancheteatern               |
| 1931 | Sex appeal                                      | Frederick Lonsdale Översättning Ellen Appelberg                     | Blancheteatern               |
| 1931 | Vägen framåt Underveis                          | Helge Krog Översättning Elsa Thulin                                 | Blancheteatern               |
| 1931 | Till polisens förfogande Voruntersuchung        | Max Alsberg och Otto Ernst Hesse                                    | Blancheteatern               |
| 1932 | Kamrat Arina står brud                          | I.M. Wolkow Översättning Curt Berg                                  | Blancheteatern               |
| 1932 | Syndafloden                                     | Henning Berger                                                      | Blancheteatern               |
| 1932 | Hotellrummet                                    | Pierre Rocher Översättning E. Exter                                 | Blancheteatern               |
| 1932 | Obs, nymålat Prenez garde a la peinture         | René Fauchois Översättning Olga Raphael-Linden                      | Blancheteatern               |
| 1933 | Livet har rätt                                  | Dicte Sjögren                                                       | Blancheteatern               |
| 1933 | Mollusken                                       | Hubert Henry Davies                                                 | Blancheteatern               |
| 1933 | Spillror                                        | Dicte Sjögren                                                       | Blancheteatern               |
| 1934 | Strumpebandet Getting Gertie's Garter           | Avery Hopwood Översättning Gösta Cederlund                          | Blancheteatern               |
| 1934 | Razzia, revy                                    | Kar de Mumma                                                        | Blancheteatern               |
| 1934 | Flickor i uniform Mädchen in Uniform            | Christa Winsloe Översättning Holger Löwenadler                      | Blancheteatern               |
| 1935 | Processen Bennet                                | Edward Wooll Översättning Harry Roeck-Hansen                        | Blancheteatern               |
| 1935 | Bizarr musik Strange orchestra                  | Rodney Ackland Översättning Anita Halldén                           | Blancheteatern               |
| 1935 | Härmed hava vi nöjet, revy                      | Kar de Mumma, Karl-Ewert och Alf Henrikson                          | Blancheteatern               |
| 1935 | Livets gyllene ögonblick The shining hour       | Keith Winters Översättning Gustaf Linden                            | Blancheteatern               |
| 1936 | Bättre mans barn Three-Cornered-Moon            | Gertrude Friedberg                                                  | Blancheteatern               |
| 1936 | Hm, sade greven, revy                           | Kar de Mumma                                                        | Blancheteatern               |
| 1936 | Getingboet Children to bless you                | G.S. Donisthorpe                                                    | Blancheteatern               |
| 1936 | De oskyldiga The children's hour                | Lillian Hellman                                                     | Blancheteatern               |
| 1937 | Kunglighet The Queen's Husband                  | Robert E. Sherwood                                                  | Blancheteatern               |
| 1937 | Hans första premiär Premieren                   | Svend Rindom                                                        | Blancheteatern               |
| 1937 | Min son är min My son's my son                  | David Herbert Lawrence                                              | Blancheteatern               |
| 1937 | En man som alla andra Un homme comme les autres | Armand Salacrou                                                     | Blancheteatern               |
| 1938 | Tre män på en häst Three Men on a Horse         | John Cecil Holm och George Abbot                                    | Blancheteatern               |
| 1938 | Paria Fordringsägare                            | August Strindberg                                                   | Blancheteatern               |
| 1938 | Min hustru doktor Carson Robert’s Wife          | St. John Greer Ervine                                               | Blancheteatern               |
| 1939 | Leka med elden Fordringsägare                   | August Strindberg                                                   | Blancheteatern               |
| 1939 | Madame Bovary                                   | Gaston Baty                                                         | Blancheteatern               |
| 1939 | Vanartiga föräldrar Les parents terrible        | Jean Cocteau                                                        | Blancheteatern               |
| 1939 | Vibrationer The flashing stream                 | Charles Morgan                                                      | Blancheteatern               |
| 1940 | Tony ritar en häst Tony Draws A Horse           | Lesley Storm                                                        | Blancheteatern               |
| 1940 | Här har jag varit förut I have been here before | John Boynton Priestley                                              | Blancheteatern               |
| 1940 | Duo                                             | Paul Géraldy och Colette Översättning Elsa Thulin                   | Blancheteatern               |
| 1940 | Plats för leende No time for comedy             | Samuel Nathaniel Behrman Översättning Erik Wilhelm Olson            | Blancheteatern               |
| 1941 | Onkel Vanja Дядя Ваня, Djadja Vanja             | Anton Tjechov                                                       | Blancheteatern               |
| 1941 | Skilda språk The Talley method                  | Samuel Nathaniel Behrman                                            | Blancheteatern               |
| 1942 | Candida                                         | George Bernard Shaw                                                 | Blancheteatern               |
| 1942 | Sol i dimma The light of heart                  | Emlyn Williams                                                      | Blancheteatern               |
| 1942 | Väninnor Old acquaintance                       | John Van Druten                                                     | Blancheteatern               |
| 1943 | Månen har gått ned The moon is down             | John Steinbeck                                                      | Blancheteatern               |
| 1943 | Jag är sjutton år J'ai dix-sept ans             | Paul Vandenberghe                                                   | Blancheteatern               |
| 1943 | De små rävarna The little foxes                 | Lillian Hellman                                                     | Blancheteatern               |
| 1944 | Det ljusnar vid 7-tiden The mornings at seven   | Paul Osborn                                                         | Blancheteatern               |
| 1944 | Körsbärsträdgården Вишнёвый сад, Visjnjovyj sad | Anton Tjechov                                                       | Blancheteatern               |
| 1944 | Det evigt manliga The animal kingdom            | Philip Barry                                                        | Blancheteatern               |
| 1945 | Det blåser en vind The Searching Wind           | Lillian Hellman                                                     | Blancheteatern               |
| 1945 | Bunbury The Importance of Being Earnest         | Oscar Wilde                                                         | Blancheteatern               |
| 1946 | Gengångare Gengangere                           | Henrik Ibsen                                                        | Blancheteatern               |
| 1946 | Man kan aldrig veta You never can tell          | George Bernard Shaw                                                 | Blancheteatern               |
| 1948 | Fettpärlan                                      | Gösta Sjöberg                                                       | Blancheteatern               |
| 1951 | Swedenhielms                                    | Hjalmar Bergman                                                     | Blancheteatern               |
| 1952 | Come back The country girl                      | Clifford Odets                                                      | Blancheteatern               |
| 1953 | Montmartre Le moulin de la galette              | Marcel Achard                                                       | Blancheteatern               |
| 1954 | En av oss                                       | Lars-Levi Læstadius                                                 | Blancheteatern               |
| 1954 | Ett dockhem Et dukkehjem                        | Henrik Ibsen                                                        | Blancheteatern               |